# Вила-Франка-да-Бейра
Вила-Франка-да-Бейра (порт. Vila Franca da Beira)  —  населённый пункт и район в Португалии,  входит в округ Коимбра. Является составной частью муниципалитета  Оливейра-ду-Ошпитал. По старому административному делению входил в провинцию Бейра-Алта. Входит в экономико-статистический  субрегион Пиньял-Интериор-Норте, который входит в Центральный регион. Население составляет 555 человек на 2001 год. Занимает площадь 7,23 км².